# Machhiwara
Machhiwara ist eine Stadt im indischen Bundesstaat Punjab.
Die Stadt ist Teil des Distrikt Ludhiana. Machhiwara hat den Status eines Municipal Council. Die Stadt ist in 13 Wards (Wahlkreise) gegliedert.

## Geschichte
Im Jahre 1555 fand hier die Schlacht von Machhiwara zwischen den Suriden und dem Mogulreich statt. Sie endete mit einem Sieg der Mogulherrscher.

## Demografie
Die Einwohnerzahl der Stadt liegt laut der Volkszählung von 2011 bei 24.916. Machhiwara hat ein Geschlechterverhältnis von 902 Frauen pro 1000 Männer und damit einen für Indien üblichen Männerüberschuss. Die Alphabetisierungsrate lag bei 73,6 % im Jahr 2011. Knapp 57 % der Bevölkerung sind Hindus, ca. 40 % sind Sikhs, ca. 2 % sind Muslime und ca. 1 % gehören einer anderen oder keiner Religion an. 13,4 % der Bevölkerung sind Kinder unter 6 Jahren.